# Cerro Grande
Cerro Grande este un oraș în Rio Grande do Sul (RS), Brazilia.